# 후쿠오카촌 (야마나시현)
후쿠오카촌(福岡村)은 야마나시현 나카코마군에 있던 촌이다. 현재의 가이시 중부, 아라강 오른쪽 기슭에 해당한다.

## 역사
- 1889년 7월 1일 - 정촌제 시행에 의해 후쿠오카촌이 단독으로 지자체를 형성하였다.
- 1927년 4월 1일 - 마쓰시마촌과 합병해 시키시마촌이 성립하여, 동일 후쿠오카촌은 폐지되었다.

## 참고문헌
- 角川日本地名大辞典 19 山梨県